# Jake Camarda
Jake Camarda (Norcross, 20 aprile 1999) è un giocatore di football americano statunitense che milita nel ruolo di punter per i Buffalo Bills della National Football League (NFL).

## Carriera

### Tampa Bay Buccaneers
Camarda al college giocò a football a Georgia, vincendo il campionato NCAA nel 2021. Fu scelto nel corso del quarto giro (133º assoluto) assoluto nel Draft NFL 2022 dai Tampa Bay Buccaneers. Fu nominato giocatore degli special team della NFC della settimana per la sua prestazione nel nono turno in cui pareggiò un record di franchigia con un punt da 74 yard e ne spedì quattro su sei dentro le 20 yard avversarie. La sua stagione da rookie si chiuse calciando 79 punt a una media di 48,8 yard l'uno.
Nella gara del secondo turno del 2023, la vittoria 27-17 sui Chicago Bears, Camarda calciò quattro punt con una media di 52,8 yard, di cui tre punt arrivati nelle 20 yard avversarie ed uno lungo 72 yard, venendo premiato per la sua prestazione come giocatore degli special team della NFC della settimana. Alla fine di settembre fu premiato come giocatore degli special team della NFC del mese in cui guidò la lega con una media di 54,9 yard su 14 punt calciati.
Il 22 ottobre 2024 fu svincolato dai Buccaneers.

### Buffalo Bills
Il 7 gennaio 2025, Camarda firmò un contratto da riserva con i Buffalo Bills.

## Palmarès
- Giocatore degli special team della NFC del mese: 1

settembre 2023
- Giocatore degli special team della NFC della settimana: 2

9ª del 2022, 2ª del 2023